# أولغا دي ألكيتو
أولغا دي ألكيتو أو الأم أولغا (بالبرتغالية: Olga de Alaketu) (من مواليد عام 1925والمُتوفاة في 29 سبتمبر 2005) هي كاهنة بارزة في كاندومبليه أثرت في تعزيز كاندومبلي وانفصالها عن الكنيسة الرومانية الكاثوليكية.

## حياتها المُبكرة والمهنية
تُتعبر أولغا ألكيتو مثالًا للمرأة التي قامت بكسر الحدود وأرست نفسها كنموذج يُحتذى به للأميركيين الأفارقة في جميع أنحاء العالم، وعلى وجه الخصوص البرازيل. وُلدت ألكيثو في قبيلة ألكيتو في غرب أفريقيا في عام 1925، لعائلة ذات جذور عميقة من الكاهنات والملكات. أُجبرت ألكيتو على الانتقال إلى باهيا بالبرازيل من قبل البرتغاليين وإجبارها على العيش في العبودية. استخدمت أولغا عادات وتقاليد وطنها لترسيخ إحساسها في المجتمع الأفريقي البرازيلي من أجل كسر القالب الخاص بهوية الرقيق. وبمساعدة الآخرين، استطاعت أولغا دمج كل من الثقافة الأوروبية والأفريقية معًا من أجل تعزيز الثقافة الأفريقية البرازيلية والتقاليد الدينية لـلكاندومبليه. لعبت أولغا دورًا مركزيًا في العديد من المبادرات الروحية داخل مجتمعها، مثل إعطاء عظات حول عدم المساواة والظلم. وعلاوةً على ذلك، عملت في قسم الطب النفسي بالجامعة المحلية لمساعدة السكان المحليين على مناقشة مشاكلهم، وأولئك الذين عانوا من الأمراض العقلية. جذب معبد أولغا العديد من الشخصيات البارزة بما في ذلك الكاتب جورجي أمادو، وعالم الأنثروبولوجيا الفرنسي بيير فيرغر. عندما تم الإعلان عن إيل مارويا لاجاي موقعًا للتراث الوطني، قال وزير الثقافة جيلبرتو جيل عن ألاكو:
«في الأربعين سنة الماضية، يمكن أن نعتبر الأم أولغا أكبر مؤيدي ديانة الأوريشاس (أوريشا) في كل البرازيل».

## قبيلة كيتو وأولغا
تتمتع قبيلة كيتو التي وُلدت فيها أولغا دي آلكيتو بتاريخ طويل من التقاليد الدينية الشفوية. يشير مصطلح ألكيتو إلى المعبد المتمركز حول الدين، والمعروف باسم إيل مارويا لاجاي، في منطقة ماتاتوفي كيتو، والذي يُعتبر من أقدمه المعابد من نوعه. تأسست قبيلة كيتو على يد أوتاميه أوجارو في أوائل القرن السابع عشر. دعم عالم الأنثروبولوجيا فيفالدو دا كوستا ليما تاريخ القبيلة، وهو أول باحث يهتم بتاريخ المعبد. «أعطت ليما مصداقية لذكرى الأصل العرقي لأوتامبي أوجارو، حيث تبين أن لقب المعبد ألكيتو، ربما كان نوعًا من لغة اليوروبا، مشيرًا أيضًا إلى أن اللقب أوجارو هو واحد من الأنساب الملكية لكوتو». إحدى السمات البارزة للتقليد الديني لكيتو هي فصلها عن التقاليد الكاثوليكية للمستعمرين الأوروبيين. وُلدت أولغا دا ألكيتو بالفعل في ل هذا التقليد الديني الأفريقي البرازيلي في عام 1925. وتُوفيت من مضاعفات مرض السكري في 29 سبتمبر 2005، ودُفنت في مقبرة بوس دا باس. وقد خلفتها ابنتها الكبرى جوسلينا باربوسا بيسبو («جوجو»).

## روابط خارجية
- "Olga de Alaketu, 80, Afro-Brazilian Priestess". نيويورك تايمز. 4 أكتوبر 2005. مؤرشف من الأصل في 2017-12-13. اطلع عليه بتاريخ 2008-08-09.